# Paul Källström
Paul Fredrik Källström, född 20 september 1896 i Köpenhamn, död 1960 i Göteborg, var en svensk målare och teaterdekoratör. Han var son till redaktören Charles Källström och Anna Westlund.
Källström studerade vid Tekniska skolan i Stockholm 1914–1917 och för Olle Hjortzberg vid Konstakademien 1919–1921 samt under studieresor till England och Frankrike. Han innehade under sina studieår ett stipendium från Cedergrenska fonden. Källström tillhörde konstnärsgruppen Nio unga och medverkade i gruppens utställningar med scenskisser i Göteborg 1925, på Liljevalchs konsthall 1926 och på Charlottenborg 1927. Han var även representerad på världsutställningen i Paris 1925. Separat ställde han ut på Röhsska konstslöjdmuseet i Göteborg 1929. Bland de teateruppsättningar han dekorerade märks Myrtokle på Kungliga Operan i Stockholm 1920. Han anställdes som teaterdekoratör vid Lorensbergsteatern i Göteborg under Per Lindbergs chefstid. Bland hans offentliga arbeten märks ett flertal dekorativa målningar i olika byggnader i Göteborg. Som fri konstnär målade han porträtt, naket, stadsmotiv och stilleben. 